# (198700) Nataliegrünewald
(198700) Nataliegrünewald est un astéroïde de la ceinture principale.

## Description
(198700) Nataliegrünewald est un astéroïde de la ceinture principale. Il fut découvert le 5 février 2005 à Wildberg par Rolf Apitzsch. Il présente une orbite caractérisée par un demi-grand axe de 2,88 UA, une excentricité de 0,22 et une inclinaison de 13,1° par rapport à l'écliptique.

## Compléments